# Goscen
Secondo la tradizione biblica, Goscen (scritto spesso Goshen secondo la traslitterazione inglese)  o Gosen era il nome della regione dell'antico Egitto dove s'insediò Giacobbe con la sua famiglia e le sue greggi, quando arrivò da Canaan chiamato da suo figlio Giuseppe, allora ministro del faraone (Gn 46,34; 47,1.4.6.27; 50,8). 
Il racconto composito della Genesi su questo insediamento potrebbe riflettere più di una tradizione.
Una di esse, jahvista, ne attribuisce l'iniziativa a Giuseppe stesso che avrebbe poi abilmente indotto il suo Signore a confermare la scelta, che già aveva fatto, del “paese di Gosen” come luogo di insediamento dei suoi.
Le altre, elohista e sacerdotale, attribuiscono al faraone il merito di avere spontaneamente offerto alla famiglia del suo ministro un territorio nel “meglio del paese d'Egitto”, anacronisticamente indicato come il “paese di Ramses”: cioè quello nel quale alcuni secoli dopo Ramses II fece costruire la propria nuova capitale (Pi-Ramses; XIII secolo a.C.) e che è identificabile con l'attuale Qantir. Secondo l'Esodo fra gli operai addetti ai cantieri della città di Ramses lavoravano dei discendenti di Giacobbe-Israele in un'epoca molto posteriore all'arrivo di questi in Egitto.
La città di Ramses ebbe vita breve per l'interrimento di uno dei rami del delta e la capitale venne in seguito spostata a Nord a Tanis, detta anche Zoan, e con questi nomi in testi biblici successivi venne indicata la terra d'Egitto in cui risiedettero gli ebrei.
L'assimilazione del “paese di Ramses” con il “paese di Gosen” potrebbe indurre a situare quest'ultimo ai confini orientali del Delta del Nilo, sul quale il grande faraone della XIX dinastia ordinò importanti lavori di sistemazione, fra la linea che congiunge Ramses (Qantir) a Zoan (Tanis) e quella oggi tracciata nell'istmo dal canale di Suez, a nord dei laghi Amari.
Bene irrigata e con ricchi pascoli, questa regione poteva permettere alla famiglia di Giuseppe di “nutrirsi dei migliori prodotti” del paese; ma, in quanto si collocava come una sorta di limite estremo dell'Egitto di fronte ai “deserti” dell'est, consentiva di mantenere i nuovi arrivati isolati rispetto agli Egiziani dell'interno, contadini e cittadini che probabilmente non apprezzavano troppo quei pastori nomadi.
Quando i servizi resi all'Egitto da Giuseppe vennero dimenticati, il faraone persecutore impose il lavoro forzato ai "figli d'Israele" proprio in questo territorio che “ne era ripieno”: nei cantieri di Ramses a ovest e di Pitom a est.
La città di Ramses, nel "paese di Gosen", scampato alle piaghe, probabilmente grazie alla presenza di tanti membri del "popolo del Signore", è citata nell'Esodo come il punto di partenza dello straordinario evento.

## Nomi biblici simili
Il "paese di Gessen", citato nel testo greco di Giuditta, fra i destinatari del messaggio di un leggendario Nabucodonosor, "che regnava sugli Assiri", si può identificare certamente con il Gosen d'Egitto, secondo l'autore del racconto.
Invece il Gosen citato dal libro di Giosuè (Gs 15,51), in cui si riferisce la sua conquista da parte delle tribù d'Israele va localizzato altrove; la località da cui trae il nome, attribuita a Giuda nella suddivisione della Terra promessa, potrebbe avere occupato il sito dell'attuale Dhahiriya fra Ebron e Bersabea.
| Controllo di autorità | VIAF (EN) 796160245346552640004 · J9U (EN, HE) 987007475446705171 |